# My only fascination (single)
My only fascination is een single uit 1974 van Demis Roussos. Het is afkomstig van zijn gelijknamige album, waarop ook Someday somewhere en Lovely lady from Arcadia te vinden zijn. De eerste plaatsen, die die singles haalden, waren niet weggelegd voor My only fascination. In het Verenigd Koninkrijk was de single in het geheel niet succesvol, de bijbehorende elpee werd daar pas in 1976 uitgebracht (en een bescheiden succes).

## Hitnotering

### Nederlandse Top 40
| Hitnotering: week 19 t/m 25 in 1974 | Hitnotering: week 19 t/m 25 in 1974 | Hitnotering: week 19 t/m 25 in 1974 | Hitnotering: week 19 t/m 25 in 1974 | Hitnotering: week 19 t/m 25 in 1974 | Hitnotering: week 19 t/m 25 in 1974 | Hitnotering: week 19 t/m 25 in 1974 | Hitnotering: week 19 t/m 25 in 1974 | Hitnotering: week 19 t/m 25 in 1974 |
| Week:                               | 1                                   | 2                                   | 3                                   | 4                                   | 5                                   | 6                                   | 7                                   |                                     |
| ----------------------------------- | ----------------------------------- | ----------------------------------- | ----------------------------------- | ----------------------------------- | ----------------------------------- | ----------------------------------- | ----------------------------------- | ----------------------------------- |
| Positie:                            | 35                                  | 28                                  | 18                                  | 12                                  | 11                                  | 18                                  | 36                                  | uit                                 |

### NederlandseDaverende 30
| Hitnotering: 11-5-1974 t/m 21-6-1974 | Hitnotering: 11-5-1974 t/m 21-6-1974 | Hitnotering: 11-5-1974 t/m 21-6-1974 | Hitnotering: 11-5-1974 t/m 21-6-1974 | Hitnotering: 11-5-1974 t/m 21-6-1974 | Hitnotering: 11-5-1974 t/m 21-6-1974 | Hitnotering: 11-5-1974 t/m 21-6-1974 | Hitnotering: 11-5-1974 t/m 21-6-1974 |
| Week:                                | 1                                    | 2                                    | 3                                    | 4                                    | 5                                    | 6                                    |                                      |
| ------------------------------------ | ------------------------------------ | ------------------------------------ | ------------------------------------ | ------------------------------------ | ------------------------------------ | ------------------------------------ | ------------------------------------ |
| Positie:                             | 23                                   | 23                                   | 15                                   | 11                                   | 11                                   | 22                                   | uit                                  |

### BelgischeBRT Top 30
| Hitnotering: 11-5-1974 t/m 28-6-1974 | Hitnotering: 11-5-1974 t/m 28-6-1974 | Hitnotering: 11-5-1974 t/m 28-6-1974 | Hitnotering: 11-5-1974 t/m 28-6-1974 | Hitnotering: 11-5-1974 t/m 28-6-1974 | Hitnotering: 11-5-1974 t/m 28-6-1974 | Hitnotering: 11-5-1974 t/m 28-6-1974 | Hitnotering: 11-5-1974 t/m 28-6-1974 | Hitnotering: 11-5-1974 t/m 28-6-1974 |
| Week:                                | 1                                    | 2                                    | 3                                    | 4                                    | 5                                    | 6                                    | 7                                    |                                      |
| ------------------------------------ | ------------------------------------ | ------------------------------------ | ------------------------------------ | ------------------------------------ | ------------------------------------ | ------------------------------------ | ------------------------------------ | ------------------------------------ |
| Positie:                             | 27                                   | 15                                   | 12                                   | 13                                   | 17                                   | 19                                   | 16                                   | uit                                  |